# Авл Геллий
Авл Ге́ллий (лат. Aulus Gellius; родился около 130 года, Рим, Римская империя — умер после 170 года, там же) — древнеримский писатель и антикварий, знаток римской архаики.
О жизни и деятельности Геллия известно крайне мало. Единственное его сочинение — сборник «Аттические ночи» (лат. Noctes Atticae) на латинском языке (работа над сочинением первоначально велась по ночам в Аттике, в окрестностях Афин, из-за чего и появилось название). В 20 книгах своего труда Геллий рассмотрел сотни частных филологических, правовых, философских и прочих, никак не систематизированных, вопросов, сопоставляя мнения нескольких авторов. «Аттические ночи» особенно ценны тем, что сочинения многих писателей, цитируемые Геллием (их, по меньшей мере, 250), не сохранились до наших дней. Кроме того, благодаря его труду в лексике современных языков закрепились такие слова, как «гуманизм», «классический» и «пролетарий».

## Биография
Свидетельства о жизни Авла Геллия известны только из его «Аттических ночей». Сведений о его биографии в трудах других авторов очень мало, и все они ненадёжны. Английский хронист XII века Радульф де Дисето записал, что некий Агеллий (возможно, от «А[вл] Геллий») писал в 169 году (лат. Agellius scribit anno CLXIX) (по другой версии, Радульф говорил про 119 год). Впрочем, ценность средневекового свидетельства сомнительна. Старший современник Авла Марк Корнелий Фронтон в одном из писем упоминает некоего Геллия, но нет надёжных подтверждений, позволяющих отождествить это имя с Геллием-антикваром.
Дата его рождения неизвестна, но, по косвенным упоминаниям автобиографических событий в тексте «Аттических ночей», её относят к началу II века, причём чаще говорят о 130 годе. В седьмой книге Геллий упоминает, что когда он был юношей (adulescens), его учитель Сульпиций Аполлинарий беседовал с Эруцием Кларом, который в это время занимал должность городского префекта (praefectus urbi). Клар умер в 146 году и занимал должность в последние годы жизни, но год начала его префектуры неизвестен. Этот фрагмент обычно датируют между 138 (в этом году от должности был отстранён предыдущий префект) и 146 годами, причём более вероятным считается промежуток между 142 и 145 годами. П. Маршалл, понимая под adulescens юношей в возрасте не менее 14-15 лет, приходит к выводу о том, что Геллий родился не позднее 130 года. Л. Холфорд-Стревенс соглашается с трактовкой adulescens П. Маршалла, но датирует рождение Геллия между 125 и 128 годами эту датировку используют современные авторы. Впрочем, С. И. Соболевский, устанавливая дату рождения Гая Светония Транквилла, указывает, что под adulescens в Риме понимали молодых людей в возрасте от 18 до 28-30 лет.
Место рождения и происхождение Геллия неизвестны. Существующая гипотеза о происхождении Геллия из провинции Африка малоправдоподобна. Римляне из самнитского рода Геллиев известны со II века до н. э. (Гней Геллий, несколько магистратов), но неизвестно, были ли они родственниками Авла. Двоих Геллиев — Гнея и Луция Геллия Публиколу — Авл цитирует, но не говорит о своих родственных связях с ними. Его родители, вероятно, были достаточно состоятельными людьми, поскольку Геллий учился у хороших наставников не только в Риме, но и, по-видимому, в Афинах. В столице Римской империи своим главным наставником Геллий считал философа-софиста Фаворина. Авл упоминает нескольких своих учителей в Риме — Антония Юлиана, Тита Кастриция, Сульпиция Аполлинария (последний был учителем императора Пертинакса). Одним из своих наставников он считал Фронтона, известного ритора и наставника будущего императора Марка Аврелия. В Греции Геллий изучал преимущественно философию, при этом посещал занятия последователей Платона философа Тавра Кальвена и был знаком с киником Перегрином Протеем, который впоследствии обратился в христианство. Знал он известного ритора Герода Аттика. Впрочем, Геллий едва ли был близким другом Фронтона и Герода Аттика — людей чрезвычайно высокого положения. Геллий мог знать известных писателей Лукиана Самосатского и Апулея, а также, с меньшей степенью вероятности, знаменитого врача Галена.
Геллий упоминает о посещении регулярных Пифийских игр во время своего пребывания в Греции. Встречаются различные датировки этого события — от 147 до 163 годов (Дж. Рольф датирует пребывание в Греции ещё более ранним временем). На этом основании некоторые исследователи (в частности, В. Амелинг и М. Альбрехт) полагают, что образование Геллий получил только в Риме, а в Афинах он был уже в зрелом возрасте — около 165—167 годов. Впрочем, не менее распространено и мнение о том, что в Афинах Геллий впервые побывал ещё в юношеском возрасте, чтобы продолжить своё образование.
В начале 150-х годов Геллий стал судьёй в Риме. По собственному признанию, Авл очень серьёзно подходил к исполнению своих обязанностей, тщательно готовясь к процессам, изучая книги по судопроизводству и советуясь с опытными людьми. Подробности его дальнейшей жизни и примерная дата смерти совершенно неизвестны.

## «Аттические ночи»
Единственное сочинение Геллия, «Аттические ночи» (лат. Noctes Atticae), относится к популярному в I—II веках жанру выписок (зачастую беспорядочных) из сочинений предшественников и комментариев к ним. Следуя тенденциям своего времени, Авл сосредоточился на римских древностях — в основном, реликтах языка, литературы, философии и права, в особенности тем, которые были неясны его современникам. Внимание к старине проявилось и в намеренном уходе от современности и от обсуждения текущих событий.
«Аттические ночи» плохо классифицируются в современной системе литературных жанров. Например, М. Альбрехт считает сочинение собранием кратких эссе и «предтечей современной эссеистики», в двухтомной «Истории римской литературы» работа определяется как сборник выписок, а отдельные фрагменты его сочинения сравниваются с короткими рассказами, «бытовыми сценками». Выбор названия, по словам самого автора, был обусловлен началом работы над сборником в Аттике (окрестности Афин) длинными зимними ночами. Эта версия принимается и в настоящее время. По-видимому, главной причиной перехода античных авторов от создания массивных энциклопедических сочинений (труды Варрона, «Естественная история» Плиния Старшего и др.) к сборникам по частным вопросам заключалась в невозможности охватить всё античное культурное наследие. Лишь считанные очень образованные люди могли охватить всю сумму знаний, накопленных греко-римской наукой и литературой. Сам Геллий и вовсе критически относился к попыткам вобрать в себя всё литературное наследие: своё кредо он выражает, приводя цитату Гераклита «Многознание уму не учит».
Работа состоит из 20 книг и содержит 434 главы (некоторые части сочинения не сохранились; см. ниже раздел «Сохранность сочинений. Рукописи. Издания»). По-видимому, оглавление к труду было составлено самим Геллием. Выписки Геллия беспорядочны и касаются различных тем, хотя иногда встречается несколько выписок на одну тему подряд. Хотя критерии отбора Геллием материалов неясны, все его выписки объединяет ориентация на информацию не столько полезную, сколько интересную. Развлекательные элементы, призванные не утомлять читателя, широко распространены в тексте.
Нет единого мнения о целях создания сборника Геллия: М. Альбрехт видит в сочинении дидактическую направленность и считает, будто он пишет для своих детей. Некоторые исследователи (в частности, Р. Ю. Виппер и К. И. Новицкая) обнаруживают в «Аттических ночах» элементы морализаторства. Впрочем, более распространено мнение о создании «Аттических ночей» для освежения различных вопросов в памяти образованных людей, но не для просвещения малограмотных. Сам Геллий акцентирует внимание не на малообразованных людях как таковых, а на всё более многочисленных противниках всякой учёности, призывая их не браться за чтение своей работы.
Дата публикации «Аттических ночей» неизвестна. Геллий почти не обсуждает текущие политические вопросы, которые позволили бы датировать его сочинение. Едва ли не единственной бесспорной датой, которую можно установить из текста Геллия, является упоминание второго консульства Эруция Клара в 146 году. Кроме того, Геллий всегда называет императора Адриана «Божественным» (лат. Divus — титул, который Адриану присвоили посмертно). Ценность свидетельства Радульфа Дицетского о том, что Геллий писал в 169 году, сомнительна (см. выше начало раздела «Биография»). Название произведения отсылает к началу работы над трудом в Аттике, но точное время пребывания автора в Греции неизвестно (см. выше конец раздела «Биография»). В результате, в качестве времени издания сочинения различные исследователи называют 170 год, время не ранее 177 года или 170—190-е годы, а в качестве времени составления называют 150—160-е годы. Впрочем, существуют косвенные свидетельства в пользу ранней публикации работы, но они крайне ненадёжны. По-видимому, сочинение осталось незавершённым: во «Введении» (предисловии) Геллий заявляет, что надеялся работать до конца жизни, продолжая свой сборник. Пессимистичное допущение Геллия, что он не знает, когда смерть прервёт его работу, находит отклик в латинской литературе: Саллюстий и Тацит столь же осторожны в оценке своей способности написать что-либо значительное за неопределённо малый отрезок времени.

## Стиль
Геллий — приверженец архаизирующего направления в латинской литературе (его учитель Фронтон — один из виднейших деятелей этого направления). Как и все образованные люди его времени, выросшие в двуязычной среде, Геллий свободно владел древнегреческим языком и не считал необходимым переводить многочисленные греческие цитаты на латинский язык.
Мастерство Геллия в обращении с языком оценивается по-разному — и как невысокое, и как весьма умелое, но невидимое на первый взгляд. Принижение литературного мастерства римского писателя наиболее характерно для исследователей XIX — начала XX века, когда Геллия рассматривали лишь как компилятора, а не как самостоятельного автора (см. ниже раздел «Влияние»). Язык римского автора ясен и точен, а звучание и значение каждого слова тщательно учитывается. Зачастую Геллий использует не сухое перечисление фактов и мнений, а прибегает к литературным инсценировкам с привлечением нескольких действующих лиц. Римский автор часто говорит о себе в первом лице множественного числа. Помимо непременных греческих цитат и отдельных слов в тексте присутствует и специальная лексика. Несмотря на приверженность архаике, Геллий не поддерживает использование совершенно забытых слов, ориентируясь на слова Цезаря: «словно подводной скалы избегай неслыханного и неупотребительного слова». Сам автор нарочито принижает свой литературный талант и в предисловии извиняется перед читателями за его несовершенство по сравнению с другими учёными сочинениями.

## Взгляды
Хотя Геллий предпочитает лишь сопоставлять различные свидетельства, не делая выводов самостоятельно, он нередко высказывает и собственные соображения по различным вопросам. Обычно это касается вопросов стиля в рассматриваемых произведениях. Цитируемых авторов Геллий оценивал прежде всего за достоинства их стиля, считая важнейшими критериями оценки удачный выбор слов, точное их использование, изящество слога. В результате постоянного применения этого метода, Геллий оценивал философа Лукреция Кара прежде всего за стиль его поэмы «О природе вещей», придавая философским взглядам второстепенное значение. Впрочем, при рассмотрении правовых и прочих вопросов Геллий не касался стиля.
Римский автор неплохо разбирался в философии, а при анализе философских споров не примыкал ни к кому, приводя лишь их мнения. Дважды Геллий ссылается на скептические высказывания Энния, вложенные в уста Неоптолема, которые сводятся к тому, что в разбор философских вопросов не следует углубляться слишком сильно. При этом сам Геллий симпатизирует Платону и Аристотелю, часто ссылаясь на авторитетные мнения классиков античной философии. Религиозные вопросы были Геллию неинтересны: богов он обычно упоминает мимоходом при рассмотрении римских древностей, но при этом обнаруживает хорошее знание не только традиционной римской религии, но и божеств других народов. О недавно возникшем христианстве и о полемике христиан с их оппонентами он ни разу не упоминает.
Несмотря на то, что Геллий интересовался преимущественно римскими древностями, ему был чужд традиционный римский патриотизм, и он не боялся признать превосходство греков в различных сферах культуры.

## Влияние
Геллий был весьма популярен у образованных современников и в Средние века. Лактанций и Августин не только читали, но и заимствовали целые фрагменты из его сочинения. Они были высокого мнения о начитанности и стиле Геллия. Макробий составил похожий труд с опорой на Геллия, но его сочинение носило более систематический характер. Использовал Геллия и Аммиан Марцеллин. В Новое время Геллия читали и высоко ценили Эразм Роттердамский, Мишель де Монтень и Фрэнсис Бэкон. Возможно, название сборника В. Ф. Одоевского «Русские ночи» отсылает к «Аттическим ночам» Геллия.
В XIX и начале XX века в историографии господствовало мнения о глубоко вторичном характере сочинения Геллия: В. И. Модестов восклицал, что трудно найти более ограниченного автора, а Н. Ф. Дератани считал Геллия «примером бесплодной, оторванной от жизни антикварной учёности». С середины XX века мнение относительно литературного таланта Геллия (см. выше раздел «Стиль») и его сочинения в целом значительно улучшилось.
Сочинение Геллия наиболее ценно не само по себе, а как источник множества цитат древних писателей: труды большинства авторов, на которых ссылается Авл, не сохранились до наших дней. Римскому эрудиту принадлежит разъяснение значения и популяризация слова «пролетарий» (лат. proletarius) и обоснование использования слова humanitas как «образованность» и «просвещённость», а не «человеколюбие». Кроме того, Геллий устами Фронтона ввёл в широкий оборот слово «классический» в современном значении «авторитетный писатель».

## Сохранность сочинений. Рукописи. Издания
До наших дней «Аттические ночи» дошли практически в изначальном виде, кроме книги VIII (от неё сохранилось оглавление), а также начала VI, начала и конца XX книг.
В Средние века Геллий был достаточно популярным писателем, благодаря чему его неоднократно переписывали. Единый текст «Аттических ночей» был утерян, и любители древностей в различных монастырях пользовались либо рукописями, содержащими книги I—VII, либо рукописями с книгами IX—XX. Однако на основании утерянной рукописи Иероним Буслидий попытался заполнить лакуны во всех книгах (fragmentum Buslidianum). Книга VIII к этому времени уже была утеряна (Макробий ещё пользовался VIII-й книгой). Обе части «Аттических ночей» появляются вместе лишь в XIV—XV веках.
Три рукописи XII—XIII веков с условными обозначениями «P», «R», «V» содержат книги I—VII и восходят к одному источнику (архетипу), поскольку содержат одинаковые лакуны и ряд одинаковых ошибок:
- P (Codex Parisinus 5765 — Парижский кодекс 5765): рукопись XIII века содержит книги I—VII, за исключением начала книги I и большей части книги VII;
- R (Codex Lugduno-Batavianus Gronovianus 21 — Лионо-Пассауский кодекс 21, ранее Rottendorfianus, или Leidensis Gronovianus 21): рукопись XII века обрывается в конце книги VI;
- V (Codex Vaticanus 3452 — Ватиканский кодекс 3452): рукопись XIII века не содержит введение к работе, хотя оглавление сохранилось;

Большую ценность представляет очень древний палимпсест «A» (Palatino-Vaticanus xxiv): верхний слой листов с сочинениями Геллия (книги I—IV), Ливия (большие фрагменты книги XCI), Сенеки, Лукана, Цицерона и других авторов зачистили, а поверх записали четыре книги Библии. Текст этой рукописи содержит мало ошибок и лакун, но переписчик оставил пропуски на месте греческого текста. Оригиналы датируются между V и VI веками.
Текст книг IX—XX содержат следующие рукописи:
рукописи группы γ (гамма)
- Ο (Codex Vaticanus Reginensis Danielinus, он же Codex Reginensis inter Vaticanos 597), IX или X век, начинается с 9.14.2;
- Χ (Codex Leidensis Vossianus minor F. 112), X век, начинается с книги X;
- Π (Codex Vaticanus Reginens 1646, или Petavianus), XII век (предположительно 1170 год);
- Ν (Codex Florentinus Bibl. Nat. J. 4.26, или Magliabechianus 329), XV век;

рукописи группы δ (дельта)
- Q (Codex Parisinus 8664), XIII век;
- Z (Codex Leidensis Vossia maior F.7), XIV век;
- B (Fragmentum Bernense 404), XII век;

отдельная рукопись
- F (Codex Franequeranus Leovardensis, Prov. Bibl. van Friesland 55), IX век.

Первое издание Геллия было напечатано очень скоро после изобретения книгопечатания: уже в 1469 году в Риме было выпущено однотомное издание. В 1472 году в Риме вышло двухтомное издание, а в Венеции — другое однотомное, которое неоднократно переиздавалось. В 1515 году Геллия издал Альд Мануций. Среди важных ранних критических изданий, учитывающих разночтения в рукописях — четырёхтомная работа отца и сына Иоганна Фридриха Гроновия и Якоба Гроновия (Лейден, 1706 год), издание Й. Л. Конради (Лейпциг, 1762). В конце XIX — начале XX веков были выпущены классические издания Мартина Герца (Лейпциг, 1883 и 1886 годы) и Карла Хозиуса (1903 год). Первый перевод на русский язык был выпущен в двух частях в 1787 году под названием «Афинских ночей записки». В 2007 выпущен новый перевод, выполненный А. Я. Тыжовым, А. Б. Егоровым, А. П. Бехтер, А. Г. Грушевым, О. Ю. Бойцовой. Издавались и другие его переводы (см. ниже раздел «Издания и переводы»).

## Издания и переводы
Латинский текст:
- Auli Gelli Noctium Atticarum. Libri XX. / Post M. Hertz ed. C. Hosius. — 2 voll. — Lipsiae: Teubner, 1903. (Переиздание: 1981)

Текст и перевод:
- В серии «Loeb classical library» (в 3 томах под № 195, 200, 212): Aulus Gellius. The Attic nights: with an English translation / By John C. Rolfe. — Cambridge (Massachusetts): Harvard Univ. P.; London: Heinemann, 1961.
- В серии «Collection Budé»: Aulu-Gelle. Les nuits Attiques / Trad. par R. Marache. — T. 1-4. — Paris: Les Belles Lettres, 1967—1996.

Переводы:
- Aulus Gellius. Die attischen Nächte / F. Weiss. — 2 Bände. — Leipzig, 1875—1876. (Переиздание: Darmstadt: WBG, 1981.)
- Авла Геллия Афинских ночей записки… в 20 кн. / Пер. с лат. в Московской славяно-греко-латинской академии ректора архим. Афанасия. М., 1787. Ч. 1. 470 стр. Ч. 2. 464 стр.
- Авл Геллий. Аттические ночи. / Под общ. ред. А. Я. Тыжова, А. П. Бехтер. (Серия «Bibliotheca classica») СПб.: Гуманитарная Академия, 2007—2008.
  - Книги I-Х. / Пер. А. Б. Егорова (кн. 1-5), А. П. Бехтер (кн. 6-10). СПб, 2007. 480 стр. — ISBN 978-5-93762-027-9
  - Книги XI—XX. / Пер. А. Г. Грушевого (кн. 11-15, 17, 18), О. Ю. Бойцовой (кн. 16, 19, 20). СПб, 2008. 448 стр. — ISBN 978-5-93762-056-9

Переводы отрывков:
- Авл Геллий. Аттические ночи. (Отрывки) / Пер. В. В. Латышева // Вестник древней истории. — 1949. — № 3. — С. 234—236.
- Авл Геллий. Аттические ночи. I, 12; X, 15; XI, 14 // Древний мир в памятниках его письменности. — Ч. III. — М.: Госиздат, 1922. — С. 5-6, 47-50.
- Авл Геллий. Аттические ночи. (Отрывки) / Пер. Д. П. Кончаловского // Кончаловский Д. П. Экономическая история Рима в её источниках. М.; Л, 1925.
- Авл Геллий. Аттические ночи. III, 3, 14; IX, 4, 1-5; XVI, 10, 1-15; XXI, 41-47 // Античный способ производства в источниках. Л., 1933. С. 97, 246, 338—339, 575—577
- Авл Геллий. Аттические ночи. V, 6, 20-23 // Мишулин А. В. Спартаковское восстание. Революция рабов в Риме в 1 в. до н. э. — М., 1936. — С. 259—260.
- Авл Геллий. Аттические ночи. Х 3, 15 // Хрестоматия по древней истории / Под ред. В. В. Струве. — Ч. II. — М., 1936. — С. 36-37, 96-97.
- Авл Геллий. Аттические ночи. XI, 10 // Кондратьев С. П. Римская литература в избранных переводах. — М., 1939. — С. 111—112.
- Авл Геллий. Аттические ночи. I, 1; I, 2; II, 10; II, 20; III, 6; V, 12; VII, 12; X, 1; X, 18; XIII, 14; XIII, 24, 5; XIV, 7, XV, 1; XIX, 10 / Пер. Н. В. Голицына // Зубов В. П., Петровский Ф. А. Архитектура античного мира. — М., 1940. — С. 32, 62, 71, 80-81, 143—144, 183, 207, 252, 307, 367, 394, 396, 435, 441, 476.
- Авл Геллий. Отрывки. / Пер. Т. И. Кузнецовой. // Памятники поздней античной научно-художественной литературы. М., 1964. С. 253—293.
- Авл Геллий. Аттические ночи. Избранные книги. — Томск: Водолей, 1993. — ISBN 5-7137-0009-7. — (Содержание: Вступление; Кн. III, IV, IX, XII, XVIII.)
- Авл Геллий. Аттические ночи [отрывки]. / Пер. и комм. А. А. Павлова. // Адам и Ева. Альманах гендерной истории. М.: ИВИ РАН. 2007. № 13. С. 223—260.

## Комментарии и цитаты
Комментарии
1. ↑  Встречаются различные датировки рождения Геллия: середина правления Траяна, то есть конец 100-х (Романо), 113 (Вайс), 118 (Бек), 123 (Нетлшип), но с начала XX века (статья Фридлендера в энциклопедии Паули-Виссова) наиболее распространена датировка 130—134 годами[5].
2. ↑  В этом возрасте юные римляне впервые надевали взрослую тогу (лат. toga virilis) и, соответственно, могли продолжать обучение на более высоком уровне.
3. ↑  В поддержку пребывания Геллия в Афинах в зрелом возрасте, но без указания точных дат: Тыжов А. Я. Авл Геллий и его «Аттические ночи» // Авл Геллий. Аттические ночи. Книги I—X. — СПб.: Гуманитарная академия, 2007. — С. 6.
4. ↑  В частности, Геллий нигде не упомянул ни про самосожжение своего наставника Перегрина Протея в 165 году, ни про засвидетельствованное другими авторами рождение пяти близнецов в середине II века (Геллий знает лишь о рождении пяти детей за одни роды при Августе).

Цитаты
1. ↑  (Gell. Noct. Att. 7.6.12) Авл Геллий. Аттические ночи, VII, 6, 12: «Будучи юношей, когда я ещё хаживал к грамматикам, в Риме я слышал, как Аполлинарий Сульпиций, которого я постоянно сопровождал, когда зашёл разговор о праве авгуров и были упомянуты „счастливые птицы“, сказал префекту города Эруцию Клару…» (перевод А. П. Бехтер).
2. ↑  Baldwin B. Studies in Aulus Gellius. — Lawrence: Coronado Press, 1975. — P. 6: «The notion that he derived from Africa is probably a delusion. This supposed Africitas is a pale reflection of Fronto’s origin. The pair had a deal in common, but their bonds were intellectual, not geographic».
3. ↑  (Gell. Noct. Att. Praef. 4) Геллий. Аттические ночи. Вступление, 4: «Но поскольку мы начали забавы ради составлять эти записки, как я сказал, долгими зимними ночами в земле Аттической, то и назвали их по этой самой причине „Аттические ночи“, нисколько не подражая высокопарным заглавиям, которые многие писавшие на обоих языках придумали для этого рода книг».
4. ↑  (Gell. Noct. Att. Praef. 17): Геллий. Аттические ночи, Предисловие, 17: «…мы просим, повторяю, считать это написанным не столько для обучения, сколько для побуждения, и словно удовлетворившись показом следов, следовать за ними, отыскав, если будет угодно, либо книги, либо учителей». (Gell. Noct. Att. Praef. 2): Геллий. Аттические ночи, Предисловие, 2: [собранные материалы] «…[я] сохранял для себя, в помощь памяти, словно некую кладовую учёности, так, чтобы, когда возникнет потребность в факте или высказывании, которые я вдруг случайно позабыл, и книг, из которых я его взял, не будет под рукой, нам было бы легко и заимствовать их оттуда».
5. ↑  (Gell. Noct. Att. Praef. 19): Геллий. Аттические ночи, Предисловие, 19: «Но лучше всего будет, чтобы те, кто в чтении, писании, размышлении никогда не обретали ни радостей, ни мук <…>; пусть они бегут прочь от этих „Ночей“ и ищут себе другие развлечения».
6. ↑  (Gell. Noct. Att. Praef. 24) Геллий. Аттические ночи, Предисловие, 24: «Итак, число книг будет с помощью богов продвигаться вперёд по мере продвижения вперёд дней самой жизни, пусть они и будут совсем немногочисленны, но я не хочу, чтобы мне был дан более долгий срок жизни, чем тот, пока я ещё буду способен к писанию и составлению комментариев».
7. ↑  Например, (Gell. Noct. Att. 1.13.9) Геллий. Аттические ночи, I, 13, 9: «Мы полагаем, что это небольшое рассуждение о необходимости такого рода следования приказаниям будет более основательным и взвешенным, если мы приведём также пример Публия Красса Муциана, славного и знаменитого мужа…» (перевод А. Б. Егорова).
8. ↑  (Gell. Noct. Att. Praef. 10) Геллий. Аттические ночи, Предисловие, 10: «Мы же в соответствии с нашим пониманием небрежно, незатейливо и даже несколько грубовато по самому месту и времени ночных бдений назвали наш труд „Аттические ночи“, настолько уступая всем прочим и в громкости самого названия, насколько мы уступили в отделке и изяществе произведения».
9. ↑  (Gell. Noct. Att. 5.15.9) Геллий. Аттические ночи, V, 15, 9: «Следует философствовать немного; а вообще и не нужно» (перевод А. Б. Егорова); другой вариант перевода фразы — «Философствовать необходимо, но понемногу; вообще же это занятие успеха не имеет» (Cic. Tusc. 2.1.1).
10. ↑  (Gell. Noct. Att. 5.16.5) Геллий. Аттические ночи, V, 16, 5: «…от философии нужно вкусить, а не утопать в ней» (перевод А. Б. Егорова).
11. ↑  Модестов В. И. Лекции по истории римской литературы. — СПб., 1888. — С. 748: «Трудно себе представить большую скудость производительной силы, более жалкое погружение в пустяки, большую узость миросозерцания, не умевшего из 400 прочитанных сочинений извлечь ничего, кроме того, в чём выражалась какая-нибудь особенность выражения и словоупотребления».
12. ↑  (Gell. Noct. Att. 16.10) Геллий. Аттические ночи, XVI, 10: «Те, кто были самыми незначительными и бедными из римского народа, и не более тысячи пятисот медных ассов выносили на ценз, назывались пролетариями…» (перевод О. Ю. Бойцовой).
13. ↑  (Gell. Noct. Att. 13.17) Геллий. Аттические ночи, XIII, 17,: «…мы именуем [humanitas] образованностью и просвещённостью в благих науках. Именно те, кто этого искренне хотят и к этому стремятся, и есть maxime humanissimi. Ведь из всех живых существ только человеку дано это стремление к знанию и науке, потому оно и называется humanitas» (перевод А. Г. Грушевого).
14. ↑  (Gell. Noct. Att. 19.8.15) Геллий. Аттические ночи, XIX, 8, 15: «…хотя бы кто-нибудь из древней когорты ораторов или поэтов, то есть какой-нибудь образцовый и хороший писатель (id est classicus adsiduusque aliquis scriptor), а не пролетарий» (перевод О. Ю. Бойцовой).